# NBA All-Defensive Team
Die Berufung in das NBA All-Defensive Team ist eine seit der Saison 1968/69 vergebene Auszeichnung der nordamerikanischen Basketball-Profiliga NBA, die an die besten Verteidiger der abgelaufenen NBA-Spielzeit vergeben wird. Bislang wurden 183 Spieler in die jährliche Defensivauswahl der NBA aufgenommen.

## Wahlvorgang

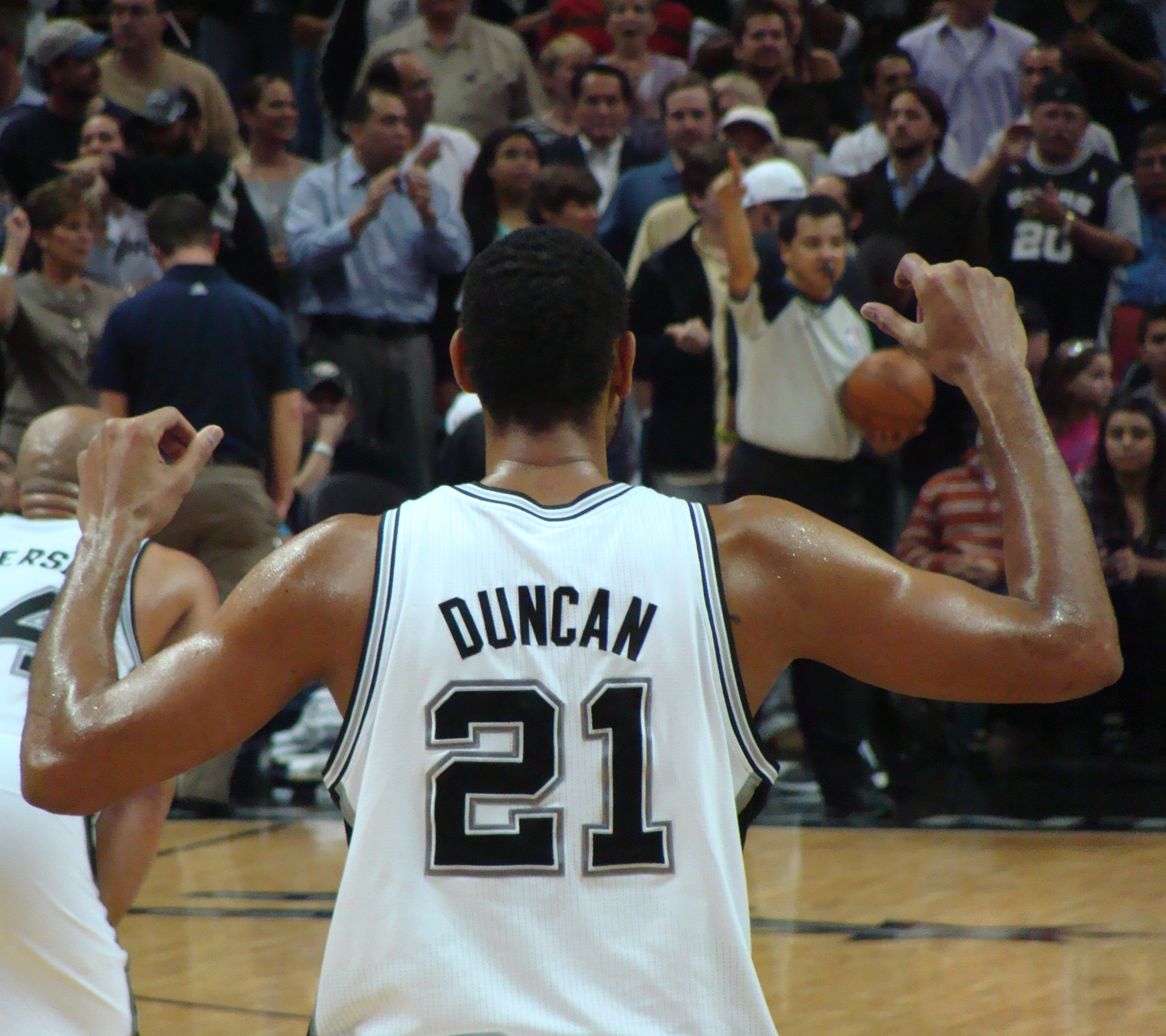
Timmy Duncan, erfolgreichster Verteidiger

Am Ende jeder regulären Saison wählt ein Gremium aus zur Zeit 100 Sportjournalisten positionsunabhängig die besten Verteidiger der Liga. Dies sind in der Regel zehn Spieler, die auf ein First- und ein Second-Team aufgeteilt werden. Ein Spieler bekommt zwei Punkte pro Wahl in das First-Team und einen Punkt pro Wahl in das Second-Team. Die fünf Spieler mit den meisten Punkten bilden das First-Team, während die restlichen Spieler das Second-Team bilden. Ein Spieler, der auf mehreren Positionen gewählt wurde, wird auf jene Position festgelegt, die die meisten Stimmen erhielt.
Vor der Saison 2012/13 wählten die 30 Head Coaches die NBA All-Defensive Teams. Dabei durften die Trainer keine Spieler ihres eigenen Teams auswählen. Die Positionen wurden zum damaligen Zeitpunkt nicht berücksichtigt, sodass das Second-Team in der Saison 2005/06 zum Beispiel aus drei Forwards, einem Center und einem Guard bestand. Bei einem Punktgleichstand auf dem fünften Platz eines Teams konnte es außerdem passieren, dass beispielsweise das First-Team aus sechs Spielern bestand. In das Second-Team wären dennoch fünf Spieler gewählt worden. So kam es beispielsweise in der Saison 2005/06 dazu, dass das NBA All-Defensive Team aus elf Spielern bestand, da Kobe Bryant und Jason Kidd dieselbe Anzahl an Punkten bekommen hatten. Seit der Saison 2023/24 ist die Wahl wieder positionsunabhängig.
Im selben Jahr wurde im mit der Spielergewerkschaft National Basketball Players Association (NBPA) vereinbarten neuen Collective Bargaining Agreement (CBA) für die wichtigsten Jahresend-Preise eine Mindestanzahl an Spielen vereinbart. Neben MVP, Defensive Player of the Year, Most Improved Player of the Year und NBA-Auswahl existiert damit auch für das All-Defensive Team eine Schwelle von 65 absolvierten Spielen. Damit ein Spiel für die Qualifikation zählt, ist eine Einsatzzeit von mindestens 20 Minuten notwendig, alternativ können bei 66 Spielen auch zwei herangezogen werden, solange die Einsatzzeit in beiden dieser Spiele über 15 Minuten lag. Wenn ein Spieler in 62 Matches jedes Mal die 20-Minuten-Marke überschritt (also in 85 % aller Spiele seines Teams), sich dann für den Rest der Saison verletzt, und ein unabhängig bestellter Arzt die vermutliche Dauer der Verletzung im Sinne des Saisonendes bis mindestens zum 31. Mai bestätigt, bleibt dieser Spieler ebenfalls berechtigt, für einen der vorgenannten Preise gewählt zu werden.

## Erfolgreichste Verteidiger
Tim Duncan ist mit insgesamt 15 Berufungen in eines der beiden NBA All-Defensive Teams der erfolgreichste Verteidiger der Ligengeschichte. Er wurde durchgängig in jedem Jahr von 1998 bis 2010 berufen, was ebenfalls eine Bestmarke darstellt. Es folgen Kobe Bryant und Kevin Garnett mit zwölf, Kareem Abdul-Jabbar mit elf sowie Scottie Pippen mit zehn Berufungen.
Bryant, Garnett, Michael Jordan und Gary Payton teilen sich den Rekord für die meisten Berufungen ins erste Team der NBA-Defensivauswahl mit je neun Berufungen. Duncan, Pippen und Bobby Jones wurden achtmal in das First Team gewählt, Walt Frazier, Dennis Rodman, Chris Paul und Rudy Gobert gelang dies siebenmal.